# 恐懼之城：黑手黨橫行紐約
《恐懼之城：黑手黨橫行紐約》（英語：Fear City: New York vs The Mafia）是一部美國真實犯罪紀錄片，內容講述紐約市的五大家族：甘比諾、哥倫布、博南諾、盧切斯和吉諾維斯犯罪家族。

## 簡介
本紀錄片從聯邦調查局（FBI）的角度詳述了在黑手黨委員會審判中如何利用竊聽來打倒黑幫。本紀錄片於2020年7月22日在Netflix播放，還有當勞·特朗普（歷史片段）、魯迪·朱利安尼、麥可·法蘭傑斯和約翰·阿利特客串。

## 集數
| 集數 | 標題                             | 上線日期      |
| ---- | -------------------------------- | ------------- |
| 1    | 黑幫統治 "Mob Rule"              | 2020年7月22日 |
| 2    | 教父的錄音 "The Godfather Tapes" | 2020年7月22日 |
| 3    | 審判日 "Judgment Day"            | 2020年7月22日 |

## 發行
《恐懼之城：黑手黨橫行紐約》於2020年7月22日在Netflix播放。

## 外部連結
- 在Netflix上觀看《恐懼之城：黑手黨橫行紐約》
- 互联网电影数据库（IMDb）上《恐懼之城：黑手黨橫行紐約》的资料（英文）